# Tågvärd

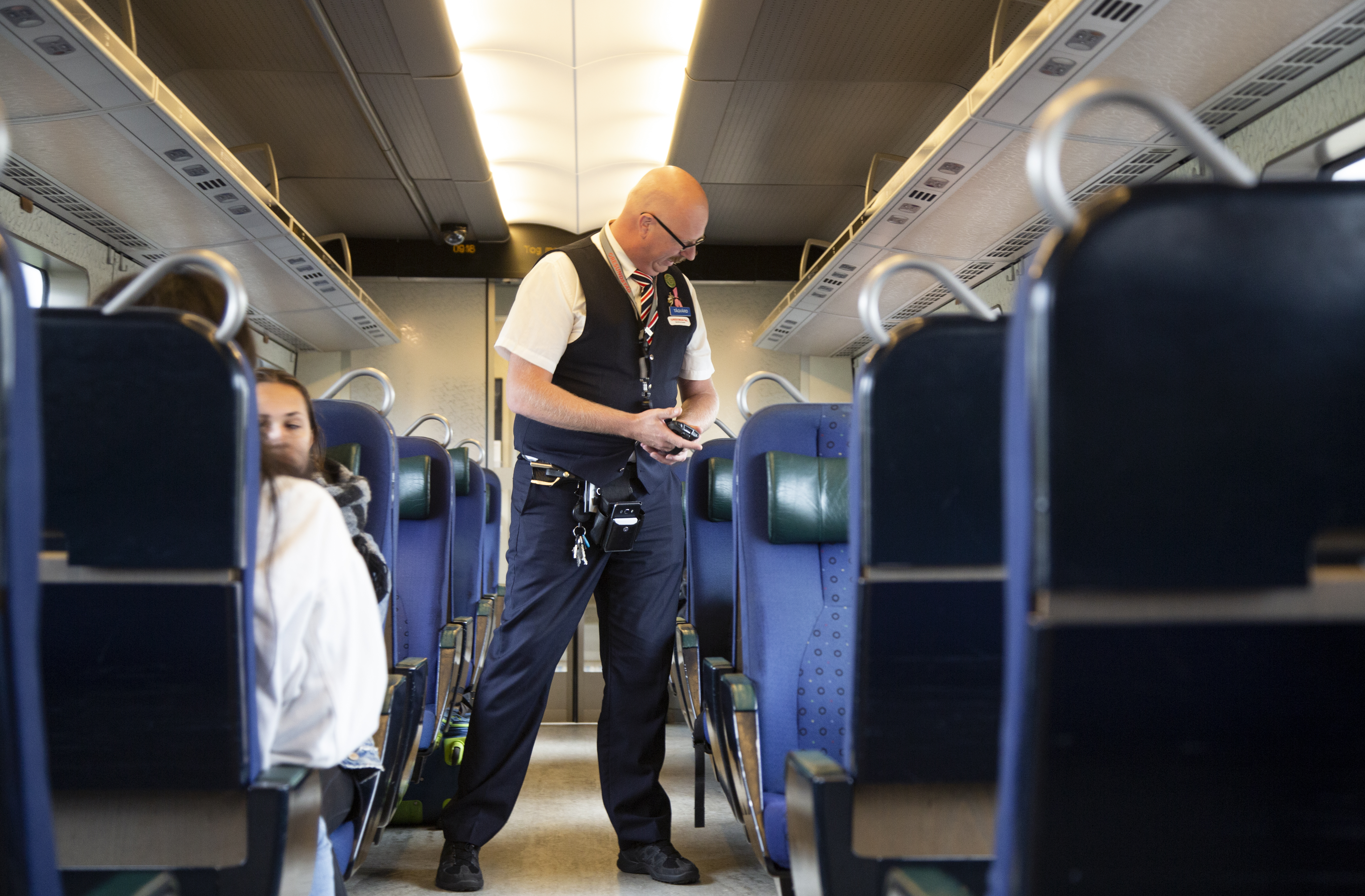
En tågvärd på ett Öresundståg.

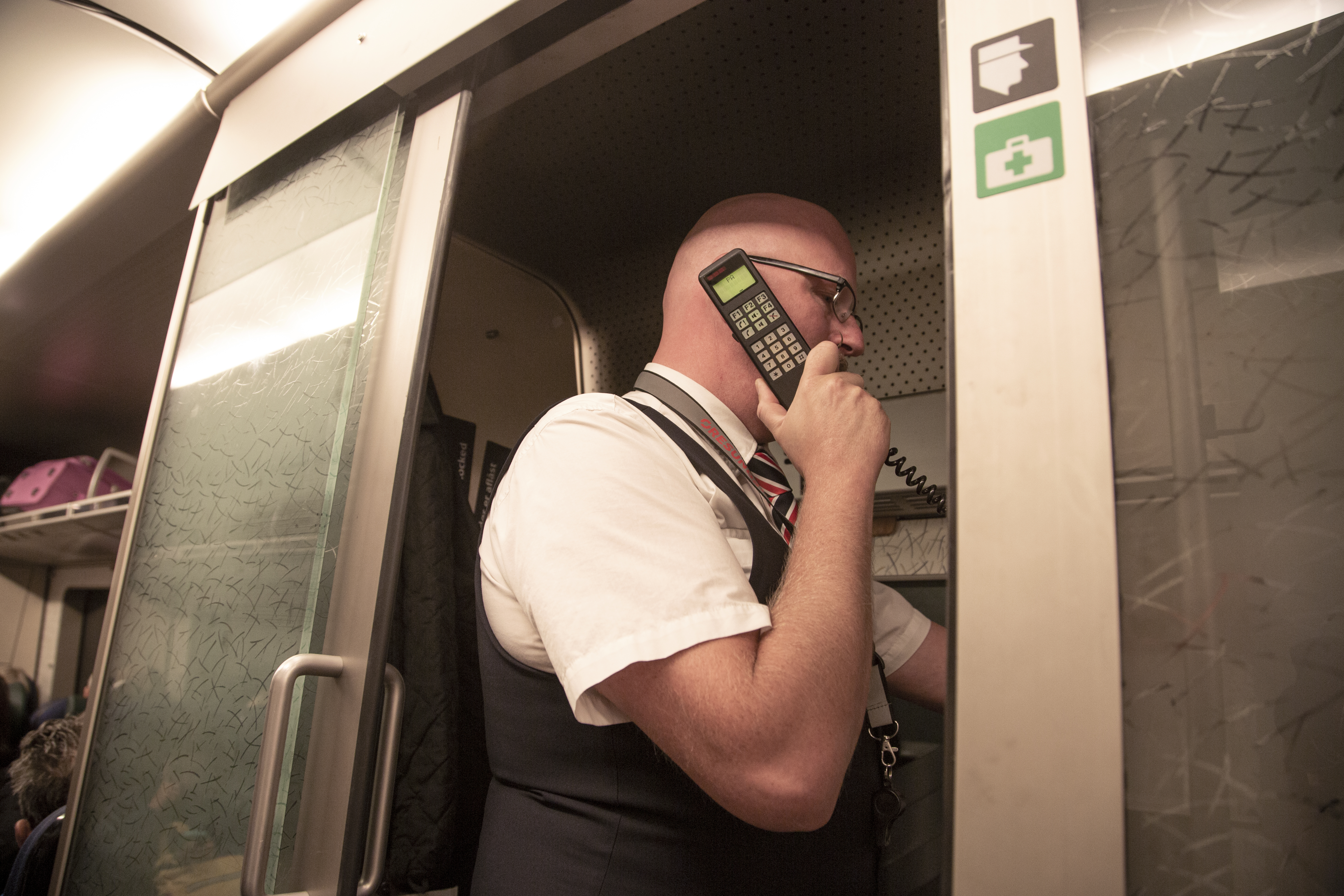
En tågvärd på ett Öresundståg.

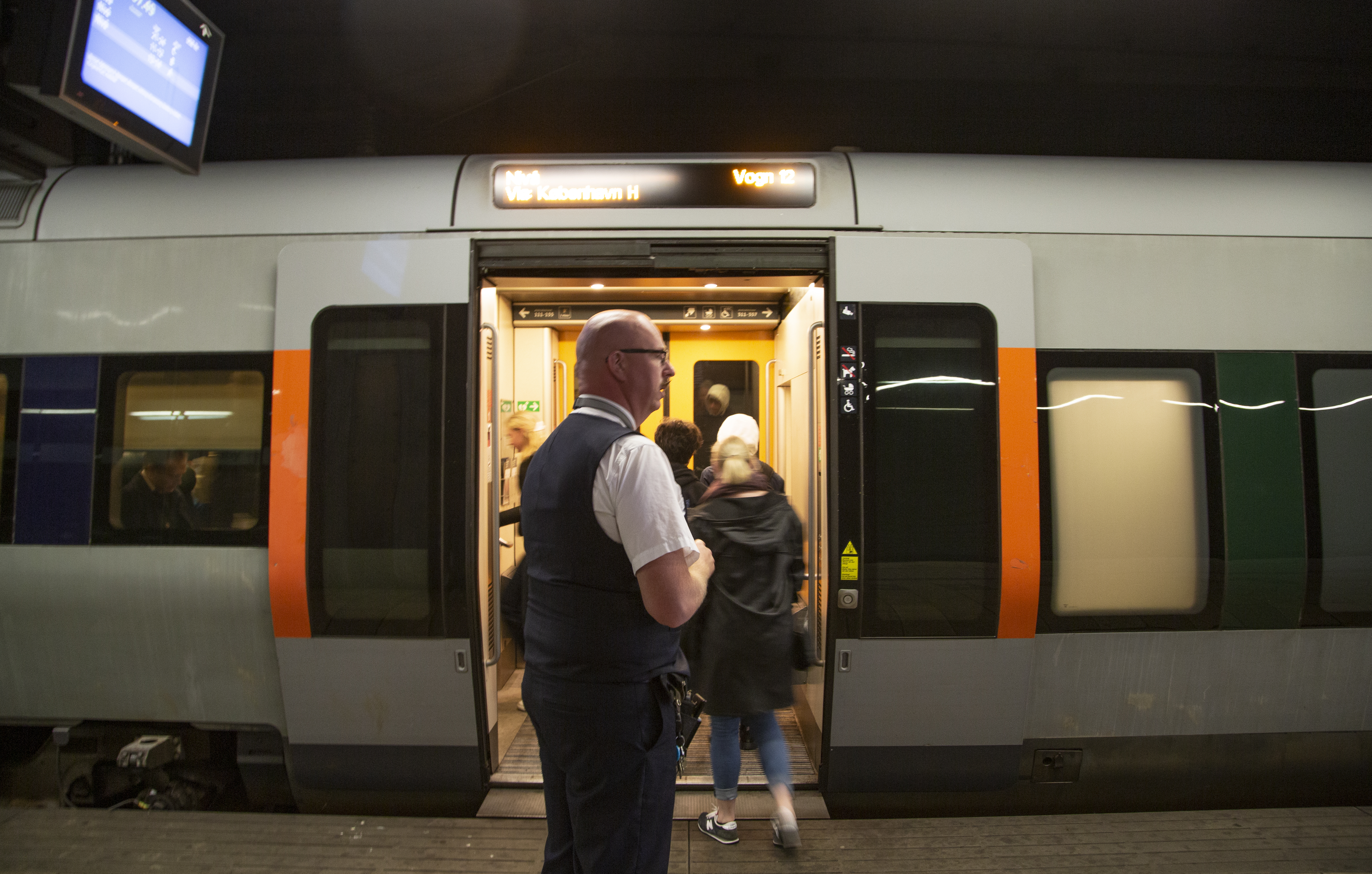
En tågvärd vid ett Öresundståg.

Tågvärd är en svensk yrkesbeteckning på den personal som har trafiksäkerhetstjänst och arbetar ombord på tåg. Tågvärdar bär oftast i sin tjänsteutövning uniform.
Tidigare benämning var konduktör som fortlever i allmänt språkbruk. Konduktörer kan även förekomma på godståg, dock ej i Sverige. 

## Typer av tågvärdar
En tågvärd innefattar flera funktioner. Exempelvis har de flesta tågvärdar den grundläggande säkerhetsfunktionen som exempelvis avgångssignalerare, AGS. Avgångssignaleraren ansvarar för att trafikutbytet sker på ett säkert sätt samt stänger dörrarna och ger avgångssignal till lokföraren. På tåg som trafikerar Öresundsbron är avgångssignaleraren även särskild ombordansvarig. Normalt sett brukar föraren vara ombordansvarig på alla persontåg förutom loktåg.
Loktåg har en mer omfattande avgångsprocedur sett ur säkerhetssynpunkt. Lokföraren sitter dessutom isolerad i loket och kör utan möjlighet till fysisk kontakt med resandeutrymmena ombord under gång till skillnad från motorvagnståg där förarhytten ofta finns vägg i vägg med resandeutrymmet och lokföraren snabbt kan nås även under färd. Detta innebär då att en ur ombordpersonalen måste ha lägst denna "Särskild ombordansvarig"-kompetens för att ett loktåg skall få åka med resenärer ombord.
Det finns även en typ av tågvärd som kan ha ytterligare säkerhetsarbeten. En sådan kan exempelvis få utföra växling samt utföra säkerhetssyning av ett loktågs vitala säkerhetsdelar såsom bromsar. Det är dock fortfarande lokföraren som manövrerar tåget och ansvarar för trafiksäkerheten. 
Utöver säkerhetsmässiga uppgifter utför tågvärden oftast även visering av biljetter.

## Regler för tågvärdar
Det är Transportstyrelsen som ställer upp regler kring all spårbunden trafik. Verksamheten hos flera aktörer inom järnvägen som till exempel Trafikverket och SJ AB styrs av dessa regler. Verksamhetsutövarna är sedan skyldiga att ha egna regler som ger en betryggande trafiksäkerhet. Vilken säkerhetsfunktion en tågvärd skall ha på vilket tåg bestäms av järnvägsföretaget.